# جرمن لاریا موتا-ولاسکو
جرمن لاریا موتا-ولاسکو (به اسپانیایی: Germán Larrea Mota-Velasco) (زاده ۸ ژوئیه ۱۹۴۱) بازرگان، کارآفرین و مدیر ارشد اجرایی مکزیکی است، که بنیانگذار و مدیرعامل فعلی گروپو مکزیکو بزرگترین شرکت استخراج معدن مکزیک می‌باشد. این شرکت همچنین به‌عنوان سومین تولیدکننده مس در جهان شناخته می‌شود.
وی هم‌چنین مالک بزرگترین شرکت حمل‌ونقل ریلی مکزیک؛ فرومکس است، که دارای ۸٫۵۰۰ کیلومتر خطوط راه‌آهن در سرتاسر مکزیک و ۵ شهر ایالات متحده آمریکا می‌باشد.
بر پایه رتبه‌بندی مجله اقتصادی فوربز در سال ۲۰۱۳ ولاسکو با دارایی خالص ۱۶٫۷ میلیارد دلار، در رتبه ۴۰ از ثروتمندترین افراد جهان قرار دارد، وی هم‌اکنون به‌عنوان سومین فرد ثروتمند مکزیک محسوب می‌شود. موتا-ولاسکو عضو هیئت مدیره شرکت‌های تله ویسا، بانک ملی مکزیک و گروه مالی بانامکس می‌باشد.